# Stat-rămășiță

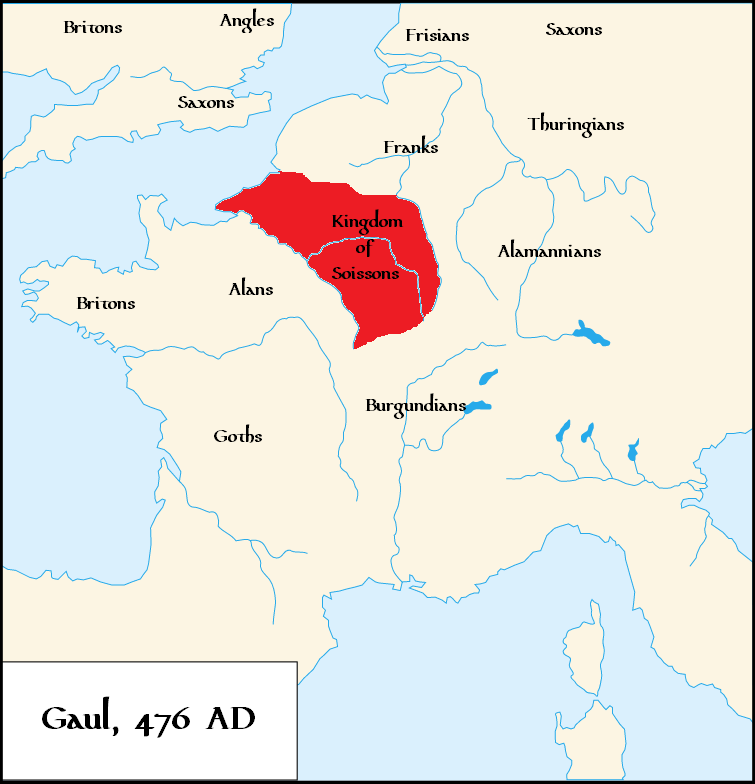
Regatul Soissons, un stat-rămășiță al Imperiului Roman

Un stat-rămășiță este un stat format din cea a mai rămas dintr-un alt stat, cândva mult mai mare, redus în urma secesiunilor, anexărilor, ocupației, decolonizării sau unei lovituri de stat sau revoluții reușite pe o parte a fostului său teritoriu. În acest din urmă caz, guvernul este la limita plecării în exil, deoarece controlează o mică parte din fostul său teritoriu.

## Exemple

### Istoria antică
- În timpul celei de-a doua perioade intermediare, după cucerirea Egiptului de Jos de către hiksoși, a existat un regat egiptean în Egiptul de Sus, cu centrul în Teba, care în cele din urmă a reunit țara la începutul Regatului Nou.[2][3][4]
- Imperiul Seleucid și-a pierdut cea mai mare parte a teritoriului în fața Imperiului Part, rămânând doar cu Antiohia și o parte din Siria.[5]
- După prăbușirea Imperiului Roman de Apus în Galia, Regatul Soissons a supraviețuit ca un stat-rămășiță, sub Aegidius⁠(d) și Syagrius⁠(d), până când a fost cucerit de franci sub Clovis I în 486.[6]
- Imperiul Roman de Răsărit (până în anul 1453) poate fi considerat un stat-rămășiță al Imperiului Roman după căderea Imperiului Roman de Apus în 476 e.n. În ultimii ani ai existenței lui, își pierduse cea mai mare parte a teritoriilor din Balcani și Anatolia, rămânând cu zona Constantinopolului și coasta Mării Negre până la Mesembria, și câteva teritorii în Peloponez, toate înconjurate de Imperiul Otoman.

### Istoria post-clasică
- Sultanatul de Rum a fost un stat-rămășiță al Imperiului Selgiuk.[7]
- Regatul Armenesc al Ciliciei a fost un stat armean din Cilicia.[8]
- Qara Khitai a fost un stat-rămășiță al dinastiei Liao.[9]
- Guge⁠(d) a fost un stat de crup al Imperiului Tibetan⁠(d).
- După cucerirea almoravidă a Taifalei Zaragoza⁠(d) în 1110, ultimul conducător al taifalei, Abd-al-Malik, a menținut un emirat mic la Rueda de Jalón⁠(d) până la moartea sa în 1130.[10]
- După ce dinastia Jin a preluat controlul asupra nordului Chinei în 1127, Songul de Sud a existat ca un stat-rămășiță al dinastiei Song din nord, deși încă mai păstra peste jumătate din teritoriul Songului de Nord și mai mult de jumătate din populația sa.[11][12]
- După ce dinastia Ming a preluat controlul asupra Chinei propriu-zise⁠(d) în 1368, dinastia Yuan s-a retras în Podișul Mongol și a supraviețuit ca stat-rămășiță numit Yuanul de Nord⁠(d).[13]
- Până în vara anului 1503, dominația Aq Qoyunlu s-a prăbușit în Iran. Unele state Aq Qoyunlu au continuat să supraviețuiască până în 1508, înainte de a fi absorbite în Imperiul Safavid de către Ismail I.[14]
- După căderea Sultanatului Malacca⁠(d) în 1511 în fața forțelor navale portugheze, mare parte din regalitatea și nobilimea din Malacca s-au retras în regiunea de sud a Peninsulei Malay și au înființat Sultanatul Johor⁠(d).[15]
- După cucerirea spaniolă⁠(d) a Imperiului Incaș în 1532, statul neo-incaș⁠(d) cu capitala la Vilcabamba a supraviețuit ca stat-rămășiță până în 1572.[16]
- Mingul de Sud⁠(d) a fost o serie de state-rămășiță ale dinastiei Ming care au existat după incidentul Jiashen⁠(d) din 1644 până la finalizarea cuceririi⁠(d) de către dinastia Qing.

### Istoria modernă
- Uniunea Polono-Lituaniană a rămas un stat-rămășită după Prima Împărțire a Poloniei între Rusia, Prusia, și Austria în 1772.[17] Acel stat a fost divizat din nou în 1793 și anexat de-a dreptul în 1795. După victoria lui Napoleon în Războiul celei de a Patra Coaliții din 1807, el a format un nou stat-rămășiță polonez, Ducatul Varșoviei.[18] După înfrângerea lui Napoleon, Congresul de la Viena a format în 1815 un nou stat, Polonia Congresului, al cărui monarh era țarul Rusiei.
- Luxemburgul modern este statul-rămășiță al fostului Ducat de Luxemburg, care și-a pierdut două treimi din teritoriu în urma multiplelor divizări între 1659 și 1839. Aceasta a fost confirmată prin tratatul de la Londra, prin care mare parte din fostul lui teritoriu a fost atribuit noului stat Belgia.[19]
- Republica Austria Germană a fost creată în 1918 drept stat-rămășiță din zonele predominant germanofone ale fostului Imperiu Austro-Ungar.[20]
- Republica Armenia a rămas un stat-rămășiță în 1920 după invazia turcă.[21][22][23]
- Republica Ungară a rămas ca stat-rămășiță în 1919 după Războiul Româno-Ungar.[24]
- A Doua Republică Cehoslovacă a fost rezultatul evenimentelor de după Acordul de la München, prin care Cehoslovacia a fost obligată să cedeze regiunea Sudetă, majoritar germanofonă, Germaniei la 1 octombrie 1938. Statul a existat vreme de 169 de zile, timp în care a pierdut și Rutenia Carpatică.[25]
- Statul fascist Republica Socială Italiană, un stat-marionetă al naziștilor, condus de Benito Mussolini, a fost un stat-rămășiță al Regatului Italiei între 1943–1945.[26][27][28]
- Republica China s-a retras spre sfârșitul Războiului Civil Chinez pe insula Taiwan.[29] Deși teritoriul originar s-a redus la insulele Kinmen⁠(d) and Matsu, RC a obținut controlul asupra insulelor Taiwan și Penghu⁠(d) de la Imperiul Japonez în 1945, statut controversat care rămâne în discuție și astăzi.[30]
- Republica Federală Iugoslavia (1992–2003) / Serbia și Muntenegru (2003–2006) a fost adesea văzut ca stat-rămășiță al fostei RSF Iugoslavia (1945–1992) după ce aceasta din urmă s-a dezmembrat.[31] RSF Iugoslavia însăși a rămas considerată o rămășiță în cele zece luni scurse între finalul războaielor de independență sloven și croat în 25 iunie 1991 și dizolvarea legală a federației la 27 aprilie 1992.[32]